# Markus Miller
Markus Miller (* 8. April 1982 in Lindenberg im Allgäu) ist ein ehemaliger deutscher Fußballtorhüter. Er ist als Torwarttrainer beim Karlsruher SC beschäftigt.

## Vereinskarriere

### Anfänge, VfB Stuttgart und FC Augsburg
Miller fing mit sechs Jahren an, beim FC Lindenberg Fußball zu spielen. Er wechselte 1995 zum FC Wangen 05 und 1997 in die Jugendabteilung des VfB Stuttgart. Im Jahr 2000 begann er seine Profikarriere beim VfB Stuttgart, wurde dort allerdings ausschließlich in der zweiten Mannschaft eingesetzt. Nach zwei Jahren in Stuttgart wechselte Miller zum FC Augsburg.

### Karlsruher SC
Nach nur einer Spielzeit in Augsburg wechselte er im August 2003 zum Karlsruher SC, bei dem Miller in sieben Jahren insgesamt 183 Erst- und Zweitligaspiele absolvierte. Bei einem Auswärtsspiel des KSC bei Hansa Rostock im Oktober 2007 zog er sich einen Riss des hinteren Kreuzbandes zu. Lediglich 82 Tage danach stieg der Allgäuer nach einem umfangreichen Rehabilitationsprogramm wieder in das Mannschaftstraining ein und gab in einem Testspiel gegen die SpVgg Greuther Fürth sein Comeback.
Im Oktober 2008 verlängerte Miller seinen zum Saisonende auslaufenden Vertrag beim Karlsruher SC um ein weiteres Jahr bis zum 30. Juni 2010. Nachdem Karlsruhe im Sommer 2009 in die 2. Bundesliga abgestiegen war, wurde Miller jedoch ein Vereinswechsel nahegelegt, da der Verein die ihm vertraglich zugesicherten Prämien nicht mehr bezahlen konnte und zudem auf Ablösezahlungen angewiesen war. Zugleich wurde der bisherige Ersatztorhüter Jean-François Kornetzky als neue Nummer eins aufgebaut. Ein Wechsel Millers in der Sommerpause kam nicht zustande – er kehrte Anfang September 2009 zu deutlich verminderten Bezügen in den Lizenzspielerkader des Karlsruher SC zurück. Nach dem vierten Spieltag der Zweitligasaison 2009/10 wurde Miller wieder zum Stammtorhüter der ersten Mannschaft berufen.

### Hannover 96
Nach Auslaufen seines Vertrages wechselte Miller zur Saison 2010/11 zu Hannover 96. Er bekam die Rückennummer 14. Miller verletzte sich und machte bis zum Rückrundenstart 2010/11 kein Spiel für Hannover. Nach einer Knieverletzung war er nur noch die Nummer drei hinter Florian Fromlowitz und Ron-Robert Zieler. Miller kam am 13. Februar 2011 in der Regionalliga Nord (0:3 gegen RB Leipzig) zu seinem ersten Einsatz in der Reserve der 96er. In der Saison 2011/12 war er nach dem Weggang von Fromlowitz die Nummer 2 hinter Zieler.
Ab 5. September 2011 ließ sich Miller wegen einer mentalen Erschöpfung stationär behandeln und stand damit dem Team zunächst nicht zur Verfügung. Am 21. November 2011 stieg er nach erfolgreich behandelter mentaler Erschöpfung wieder in das Mannschaftstraining ein. Am 15. Dezember 2011 absolvierte er sein erstes Pflichtspiel für Hannover 96 in der Gruppenphase der UEFA Europa League gegen Worskla Poltawa. In der Folgezeit blieb er ohne weiteren Pflichtspieleinsatz für die Profis, für die Reserve lief er in der Spielzeit 2014/14 nochmals in der Regionalliga Nord auf. Nachdem er sich im April 2014 während des Trainings das linke Knie verdreht hatte, musste er eine dabei zugezogene Verletzung am Außenmeniskus operieren lassen. Im September 2014 musste er sich erneut am linken Knie operieren lassen. Zum Ende der Saison 2014/15 verließ Miller Hannover 96 und beendete kurze Zeit später seine Karriere als Aktiver.

## Trainerkarriere
Seit September 2016 war Miller Torwarttrainer der deutschen U-15-Nationalmannschaft. Zudem war er zeitweise Torwarttrainer im Nachwuchsbereich des VfL Wolfsburg. Seit Juni 2019 ist Miller Torwarttrainer des Karlsruher SC. Ende März 2025 verlängerte er als Teil des Trainerteams rund um den seit 2020 verantwortlichen Cheftrainer Christian Eichner seinen Vertrag beim badischen Klub.

## Erfolge
- Meister der 2. Bundesliga: 2007

## Privates
Er ist verheiratet und hat drei Kinder.